# Nagy Ferenc (karmester)
Nagy Ferenc (Budapest, 1935. július 18. – Budapest, 2013. július 19.) magyar karmester. A Színművészeti Főiskola zenei tanszékvezető egyetemi docense.

## Életpályája
Szülei: Nagy Ferenc és Koncz Erzsébet voltak. 1956–1959 között a Liszt Ferenc Zeneművészeti Egyetem hallgatója volt; Sugár Rezső és Vásárhelyi Zoltán oktatta. 1959–1960 között a Honvéd Együttesben korrepetitor és karmester volt. 1960–1964 között a Petőfi Színház karigazgatója és karmestere volt. 1964–1970 között a Pécsi Nemzeti Színház, a Pécsi Balett és a Pécsi Filharmonikusok karmestere és zeneigazgatója volt. 1970–1982 között a Magyar Állami Operaház karigazgatója, 1982-től karmestere volt. 1988–1989 között Olaszországban tartott karmesteri mesterkurzusokat. 2001-ben nyugdíjba vonult.
Sírja a Farkasréti temetőben található (25-7-20).

## Magánélete
1972-ben házasságot kötött Molnár Piroskával. Két gyermekük született: Zsigmond (1974) és Katalin (1975).

## Színházi munkái
A Színházi Adattárban regisztrált bemutatóinak száma: 45.
- Gosztonyi János: Európa elrablása (1962)
- Monnot: Irma, te édes (1963)
- Norman–Heneker: Espresso Bongo (1963)
- Behár György: Éjféli randevú (1965)
- Kálmán Imre: Az ördöglovas (1966)
- Giacomo Puccini: Pillangókisasszony (1966)
- Frederick Loewe: My Fair Lady (1967)
- Lehár Ferenc: Luxemburg grófja (1968)
- Puccini: Gianni Schicchi (1968, 1978)
- Erkel Ferenc: Hunyadi László (1969)
- Kálmán Imre: Cirkuszhercegnő (1969)
- Leonard Bernstein: West Side Story (1970)
- Puccini: Mannon Lescaut (1970, 1985)
- Szőnyi Erzsébet: Firenzei tragédia (1970)
- Károly Róbert: Japán halászok (1970)
- Giuseppe Verdi: Otello (1972, 1987)
- Csenki Imre: Cigányok (1973)
- Claudio Monteverdi: Odüsszeusz hazatérése (1975)
- Muszorgszkij: Borisz Godunov (1976)
- Ifj. J. Strauss: A cigánybáró (1976)
- Wagner: A bolygó hollandi (1978)
- Pergolesi: Az úrhatnám szolgáló (1978, 1995)
- Pergolesi: Il maestro di musica (1978)
- Dittersdorf: La contadina fedele (1978)
- Verdi: A lombardok az első keresztes hadjáratban (1979, 1983)
- Domenico Cimarosa: Il maestro di capella (1980)
- Szakcsi Lakatos Béla: Piros karaván (1980)
- Zerkovitz Béla: Csókos asszony (1981)
- Gaetano Donizetti: Lammermoori Lucia (1981, 1995)
- Jacques Offenbach: Kékszakáll (1981)
- Kacsóh Pongrác: János vitéz (1982)
- Mozart: Az álruhás kertészlány (1987)
- Verdi: Nabucco (1987)
- Ifj. J. Strauss: A denevér (1992)
- Erkel Ferenc: Bánk bán (1993)
- Schubert-Berté: Három a kislány (1997)
- Strauss: Straussiada (1999)
- Kodály Zoltán: Háry János (2001)

## Díjai
- Liszt Ferenc-díj (1982)
- Komor Vilmos-emlékplakett (1997)
- Oláh Gusztáv-emlékplakett (1999)